# کدآکادمی
کدآکادمی نام وب‌سایت آموزشی‌ای است که زبان‌های مختلف برنامه‌نویسی را به شکل پولی و از طریق روش دوطرفه، به شکل پولی آموزش می‌دهد. زبان‌هایی که در حال حاضر در این سایت برای آموزش وجود دارند شامل این موارد است: پایتون، پی‌اچ‌پی، جی‌کوئری، جاوا اسکریپت و روبی. همچنین دروسی در رشته اچ‌تی‌ام‌ال و سی‌اس‌اس نیز ارائه شده‌اند. همچنین در کنار درس‌ها، انجمنی نیز برای سایت تعبیه شده که کاربران حرفه‌ای و مبتدی در این قسمت می‌توانند به بیان دیدگاه‌های خود پرداخته و در صورت لزوم سوالات و مشکلات را مطرح کنند.
تا ماه ژوئن ۲۰۱۲ سایت کدآکادمی شامل بیش از ۵ میلیون کاربری بود که بیش از ۱۰۰ میلیون تمرین برنامه‌نویسی این سایت را تکمیل کرده بودند. همچنین این سایت از نظر نقد، بسیار مورد توجه قرار گرفته و نقدهای مثبتی در این مورد در سیات‌های دیگر همچون نیویورک تایمز منتشر شده‌است.
همچنین روش طراحی و ساخت یک اپلیکیشن موبایل یا یا یک وب سایت حرفه‌ای را در سری آموزش‌های خود قرار داده‌است

## تاریخچه
کدآکادمی در سال ۲۰۱۱ تأسیس شد. زک سیمز، یکی از مؤسسان این وبگاه برای اینکه تمام تمرکزش را روی ساخت و طراحی این سایت بگذارد، از ادامه تحصیل در دانشگاه کلمبیا انصراف می‌دهد، درحالی که دوست و همکارش (که وی نیز از مؤسسان این سایت است) همچنان تحصیل در دانشگاه را ادامه داده و با مدرکی در رشته علوم کامپیوتر و زیست‌فیزیک از آنجا فارغ‌التحصیل می‌شود.
مقر فعلی شرکت کدآکادمی در نیویورک است.

## پیوند
- وبگاه رسمی